# Sam Collins (sciatore)
Sam Collins (1960 circa) è un ex sciatore alpino statunitense.

## Biografia
Specialista delle prove veloci originario del Michigan superiore, entrò nella nazionale statunitense nel 1984 e gareggiò in Coppa del Mondo, senza ottenere piazzamenti di rilievo; nella stagione 1985-1986 in Nor-Am Cup vinse la classifica di discesa libera. Non prese parte a rassegne olimpiche né ottenne piazzamenti ai Campionati mondiali.

## Palmarès

### Nor-Am Cup
- Vincitore della classifica di discesa libera nel 1986[1]